# Palác republiky
Palác republiky (německy Palast der Republik) byla stavba v Berlíně. Hlavním účelem budovy bylo sídlo parlamentu Německé demokratické republiky, ale vešly se sem i kulturní instituce jako filharmonie, divadlo (Theater im Palast – zkratka TiP), pošta, kluby, galerie a restaurace. Velký sál sloužil jako koncertní síň a sjezdový sál pro sjezdy Jednotné socialistické strany Německa (SED). Natáčela se zde také některá vydání velkého revuálního programu televize NDR Ein Kessel Buntes. 

## Historie
Nacházel se v Berlíně, na břehu řeky Spréva, mezi Schlossplatz a Lustgarten (mezi roky 1951–1994 se toto místo nazývalo Marx-Engles Platz, Marxovo-Engelsovo náměstí).
Palác byl postaven roku 1970 v typickém východoněmeckém stylu, s okny v barvě bronzu. Největším prostorem uvnitř byl víceúčelový přestavitelný sál pro 3 000 – 12 000 diváků. V roce 1976 se do budovy nastěhovala Lidová sněmovna NDR (Volkskammer). Palác byl postaven na místě Berliner Stadtschloss (Berlínského městského zámku), který byl poškozen během 2. světové války a v roce 1950 zbořen východoněmeckou vládou jako symbol pruského imperialismu.
Budova byla někdy nazývána jako Ballast der Republik („Přítěž republiky“), Erichs Lampenladen („Erichův obchod s lampami“, název připomínající východoněmeckého politika Ericha Honeckera a 1001 lamp ve foyer) nebo Palazzo Prozzo.

## Postupný zánik stavby
Po spojení Východního a Západního Německa v roce 1990 se zjistilo, že Palác je zamořen azbestem a tudíž pobyt v něm je značně nebezpečný. V roce 2003 byl palác kompletně vystěhován, zbaven azbestu a připraven k demolici. V listopadu 2003 spolkový sněm rozhodl o zboření Paláce a o znovupostavení původního barokního zámku. Demolice začala 6. února 2006 a trvala do konce roku 2008. Probíhala pomalu a opatrně, aby nepoškodila historické okolí, jako třeba Berliner Dom (Berlínský dóm). Cena demolice se vyšplhala na cca 119 000 000 euro, z toho více než 80 000 000 euro stálo odstranění azbestu, odměny pro specializované oborníky 6 500 000 euro a vlastní demolice více než 32 000 000 euro (původní odhad byl 12 000 000 euro). 

## Galerie

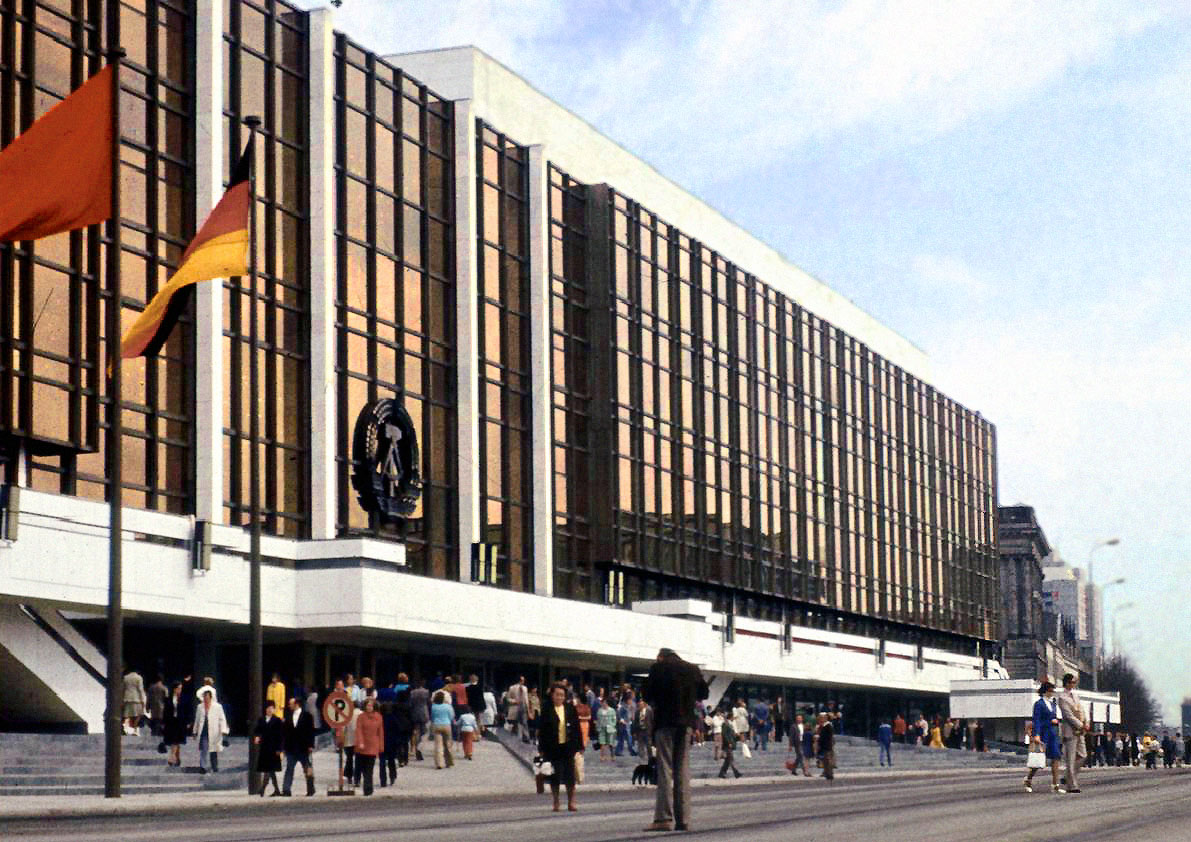
Palast der Republik, 80. léta
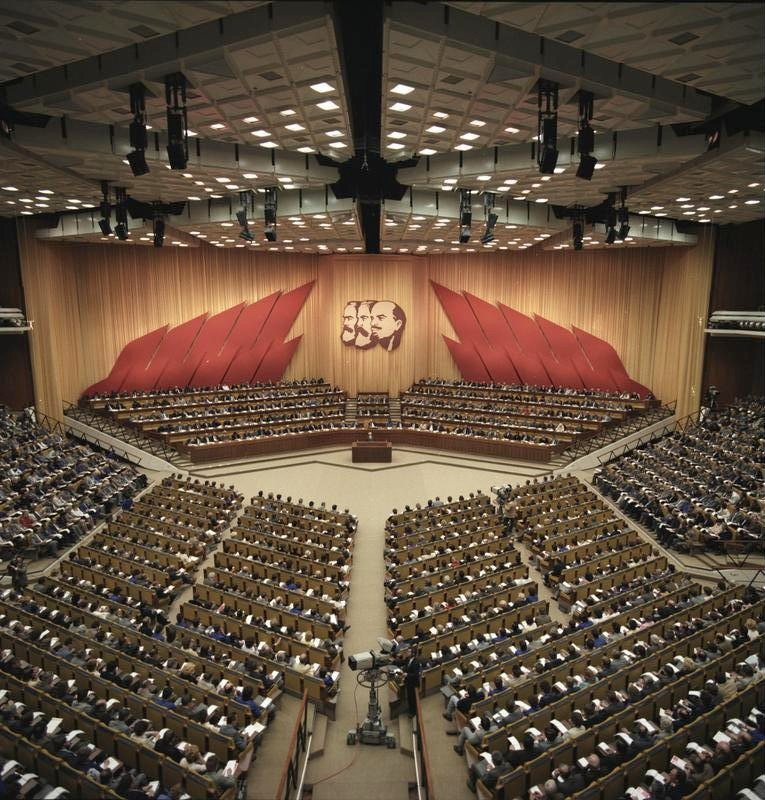
Zahájení XI. kongresu SED, 1986
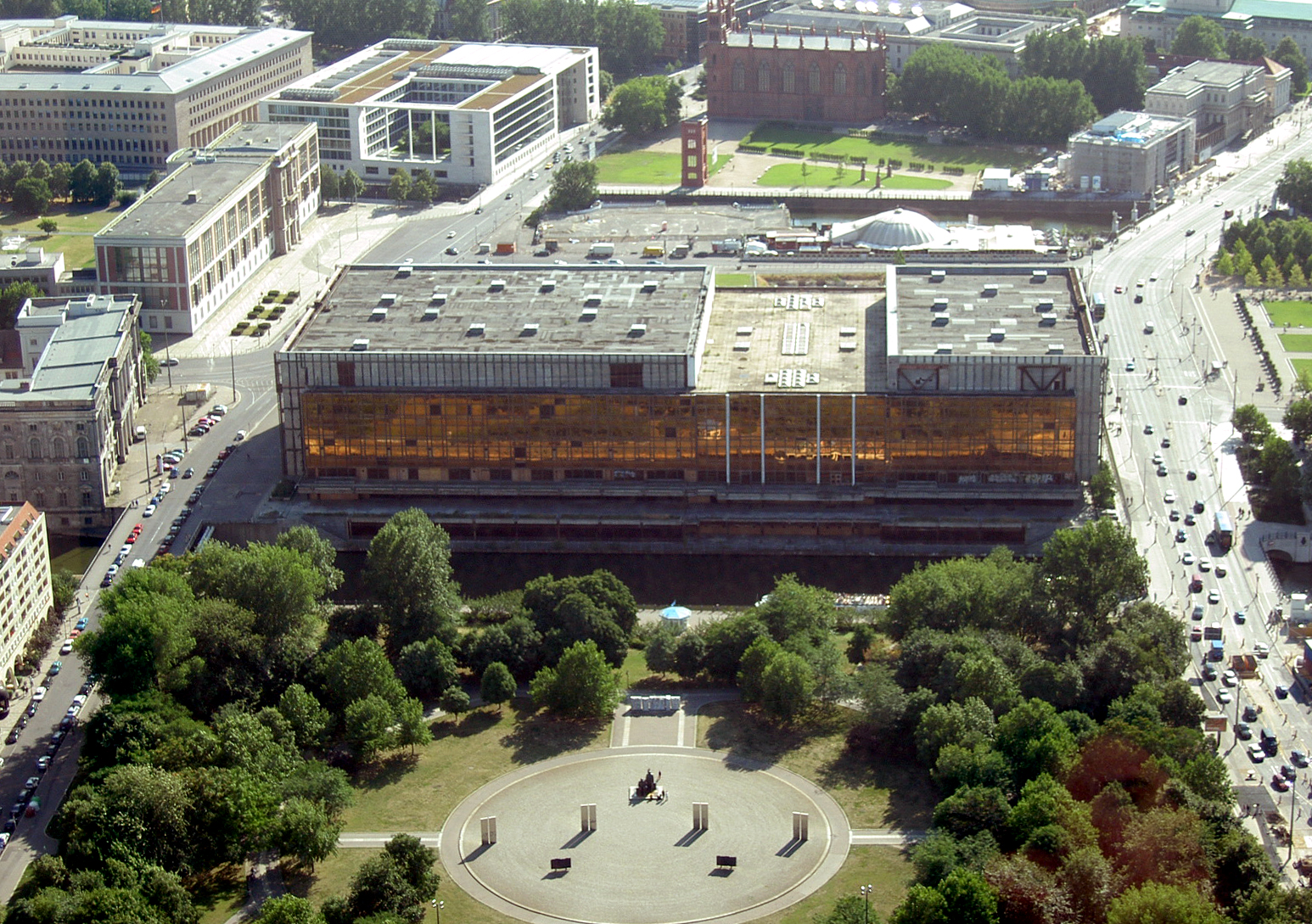
Palác republiky, panoramatický pohled
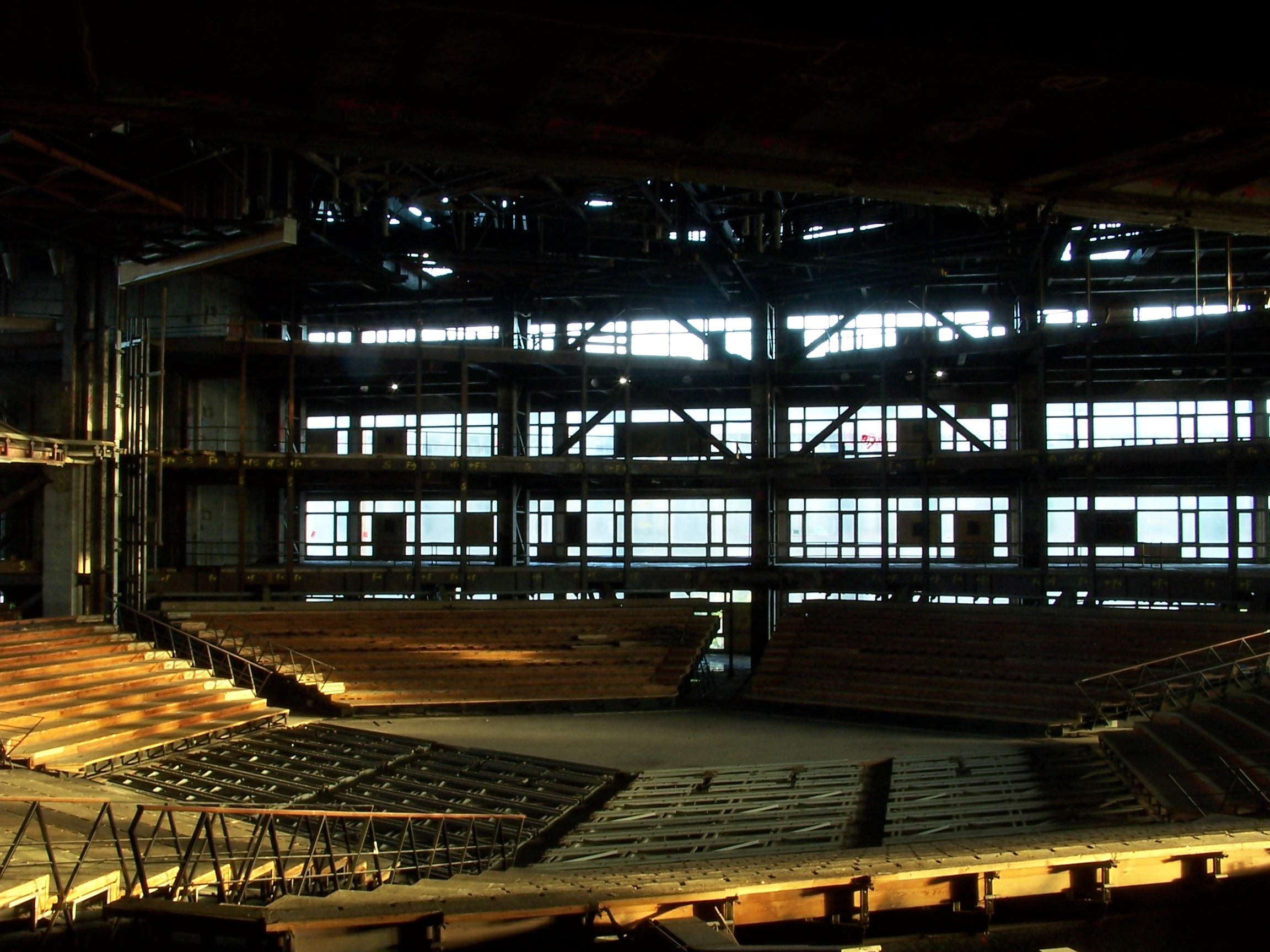
V Paláci republiky těsně před demolicí
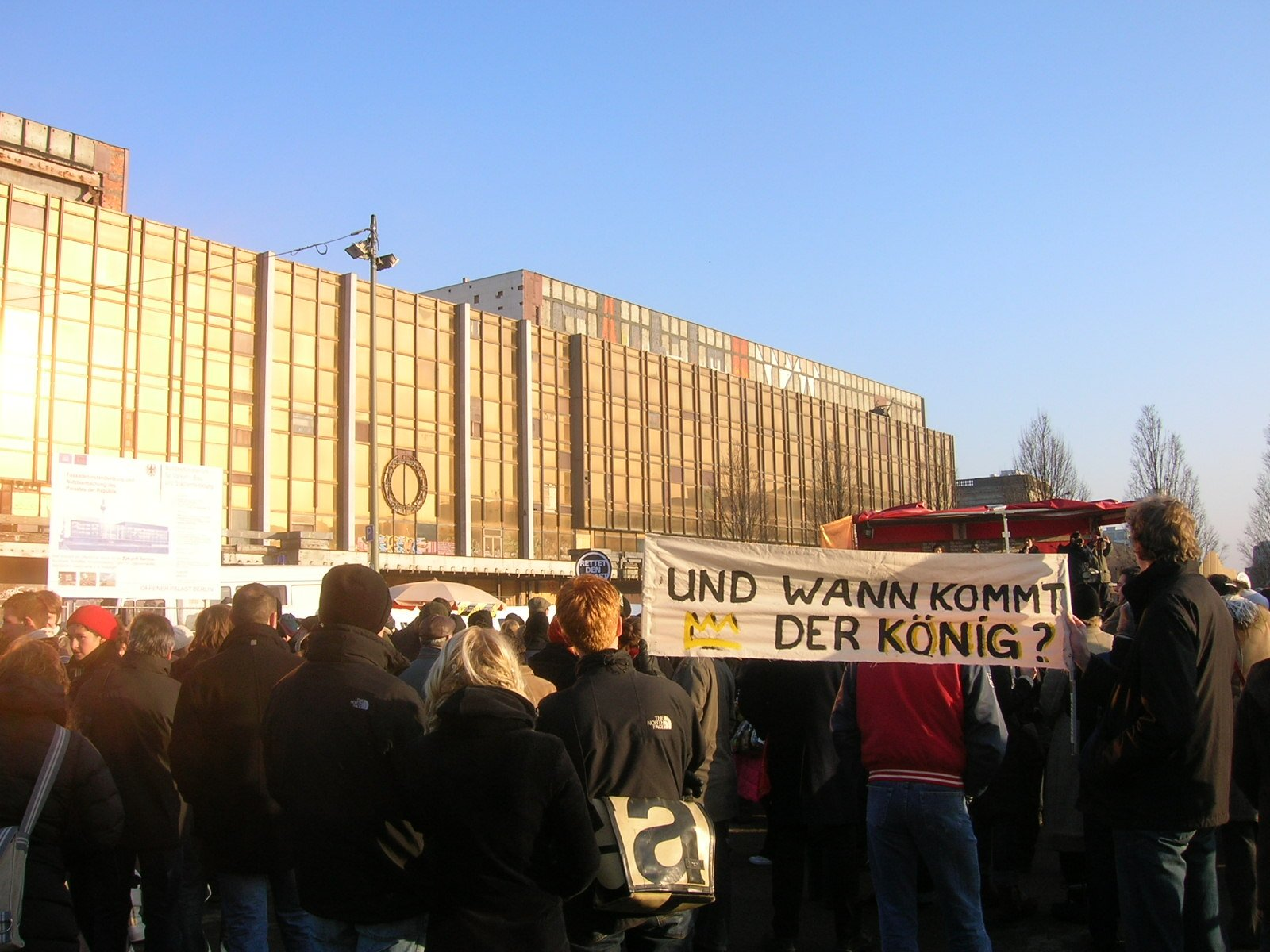
2006
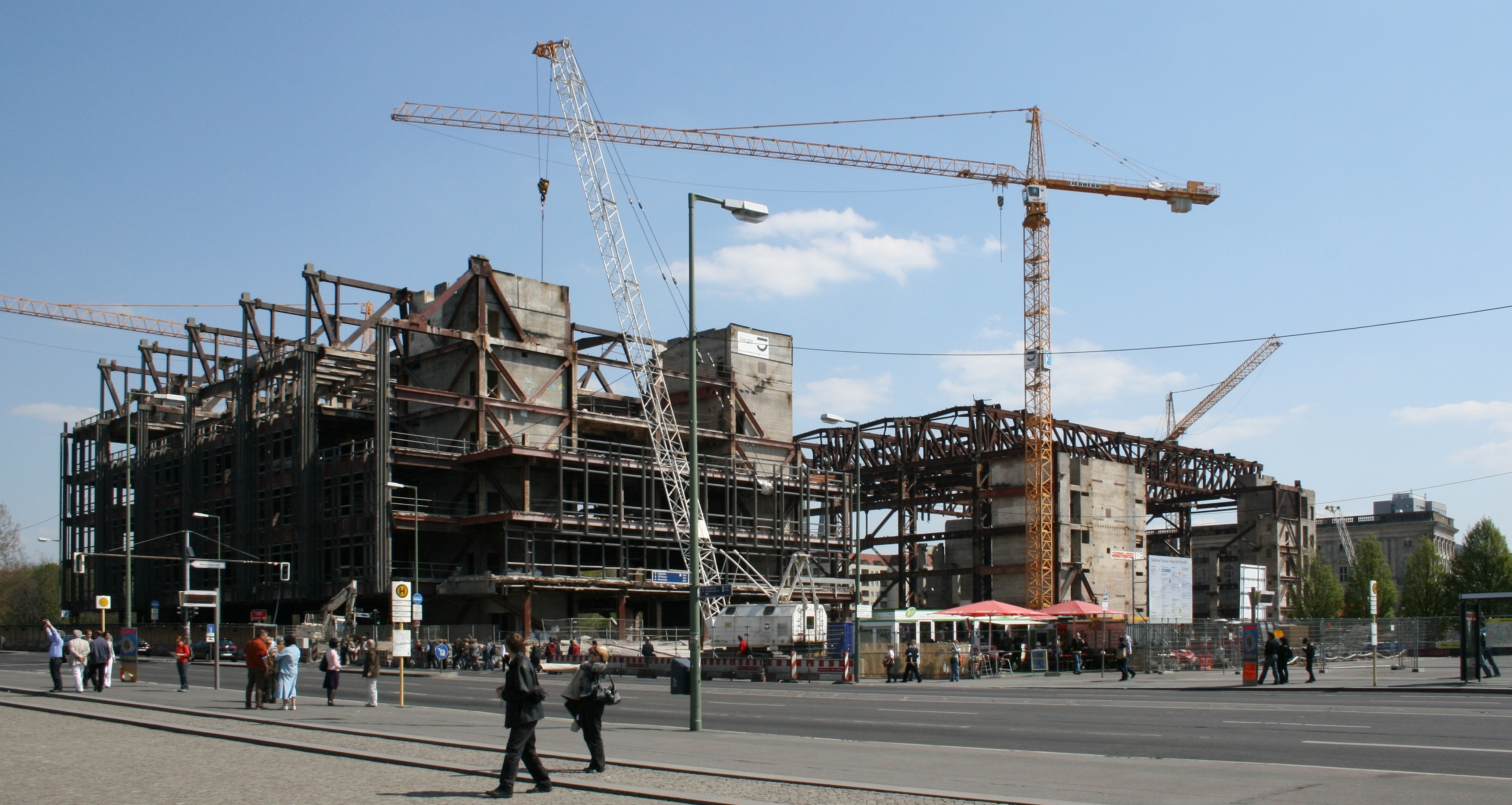
duben 2008
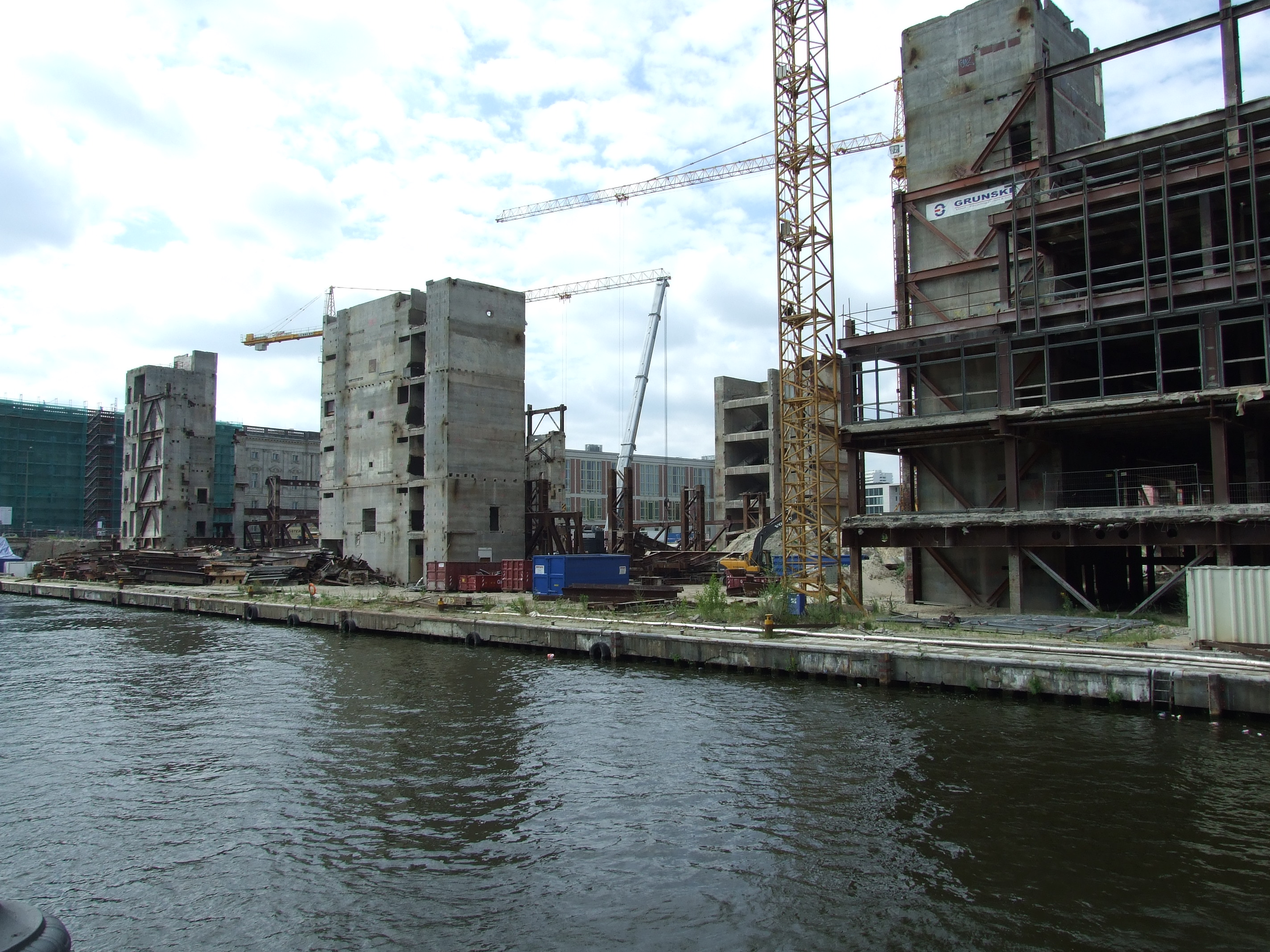
červenec 2008
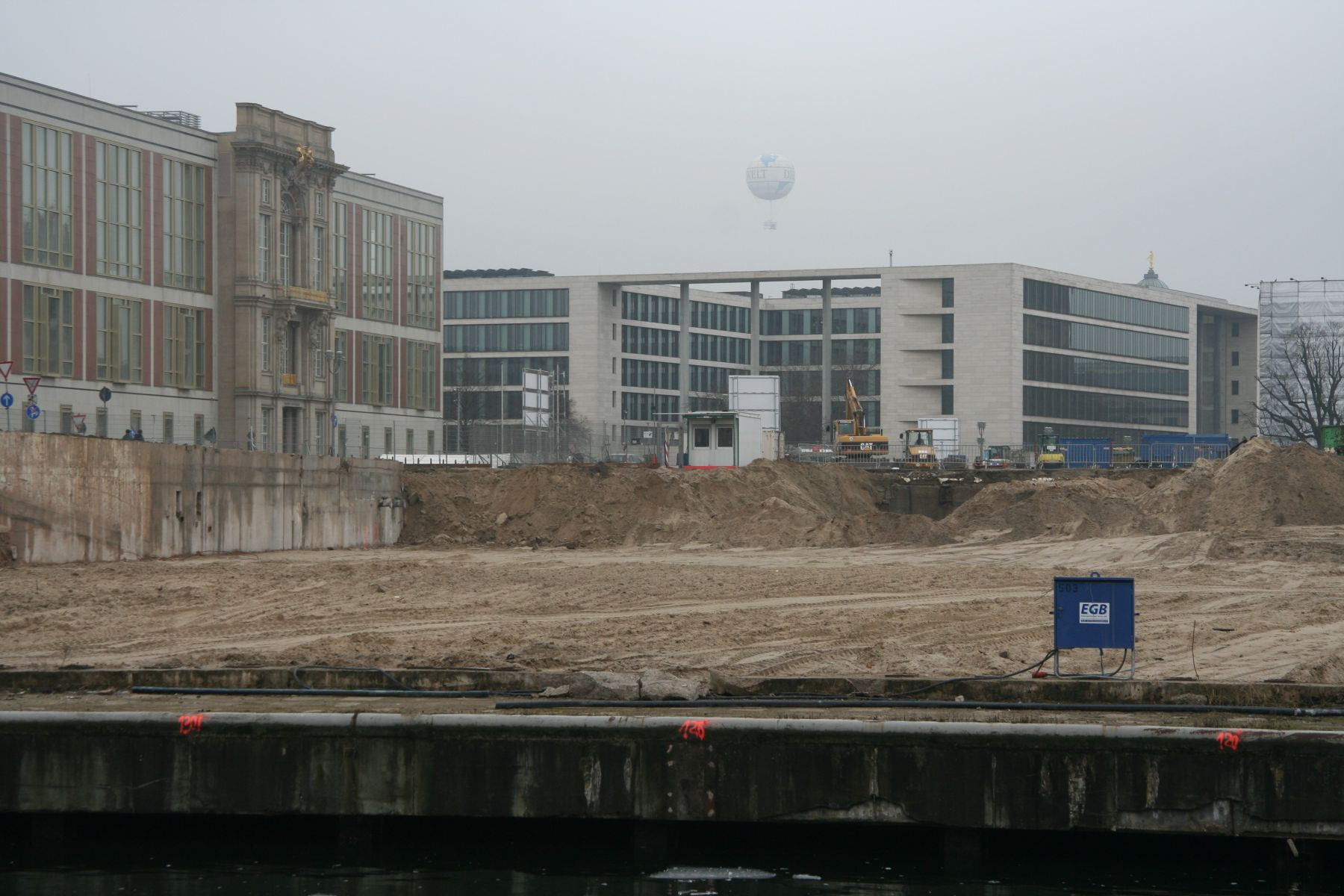
Stavební jáma, 2009
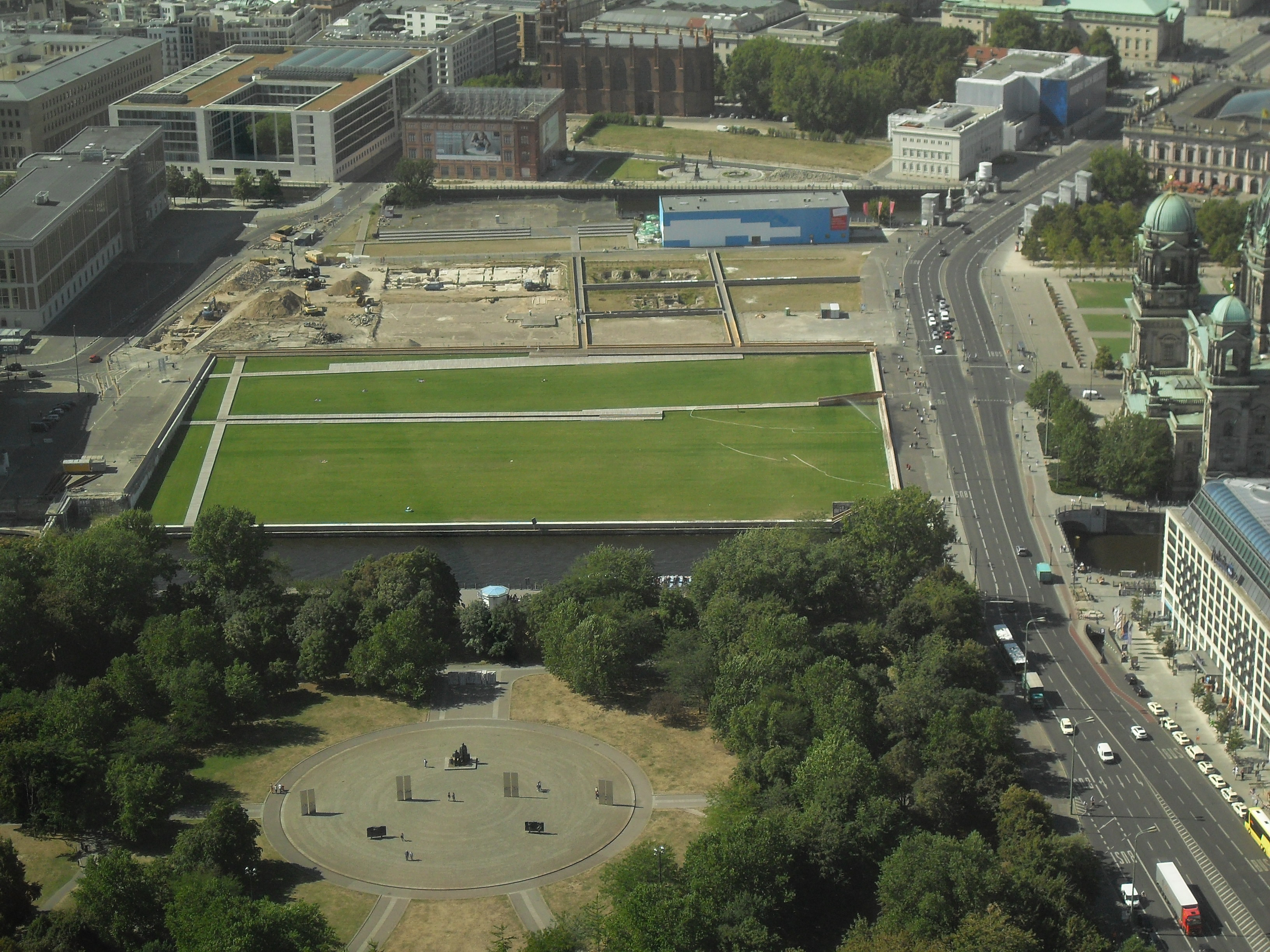
Volné prostranství, 2009